# Philadelphia Eagles 2020
La stagione 2020 dei Philadelphia Eagles è stata la 88ª della franchigia nella National Football League, la quinta e ultima con Doug Pederson come capo-allenatore. La squadra tentava di raggiungere i playoff per il quarto anno consecutivo. Dopo avere iniziato con un record di 3–4–1, sufficiente per il comando della NFC East, gli Eagles persero 7 delle ultime 8 partite. Gli infortuni e le cattive prestazioni del quarterback Carson Wentz, all'ultima stagione con la squadra, furono i fattori determinanti dell'annata.

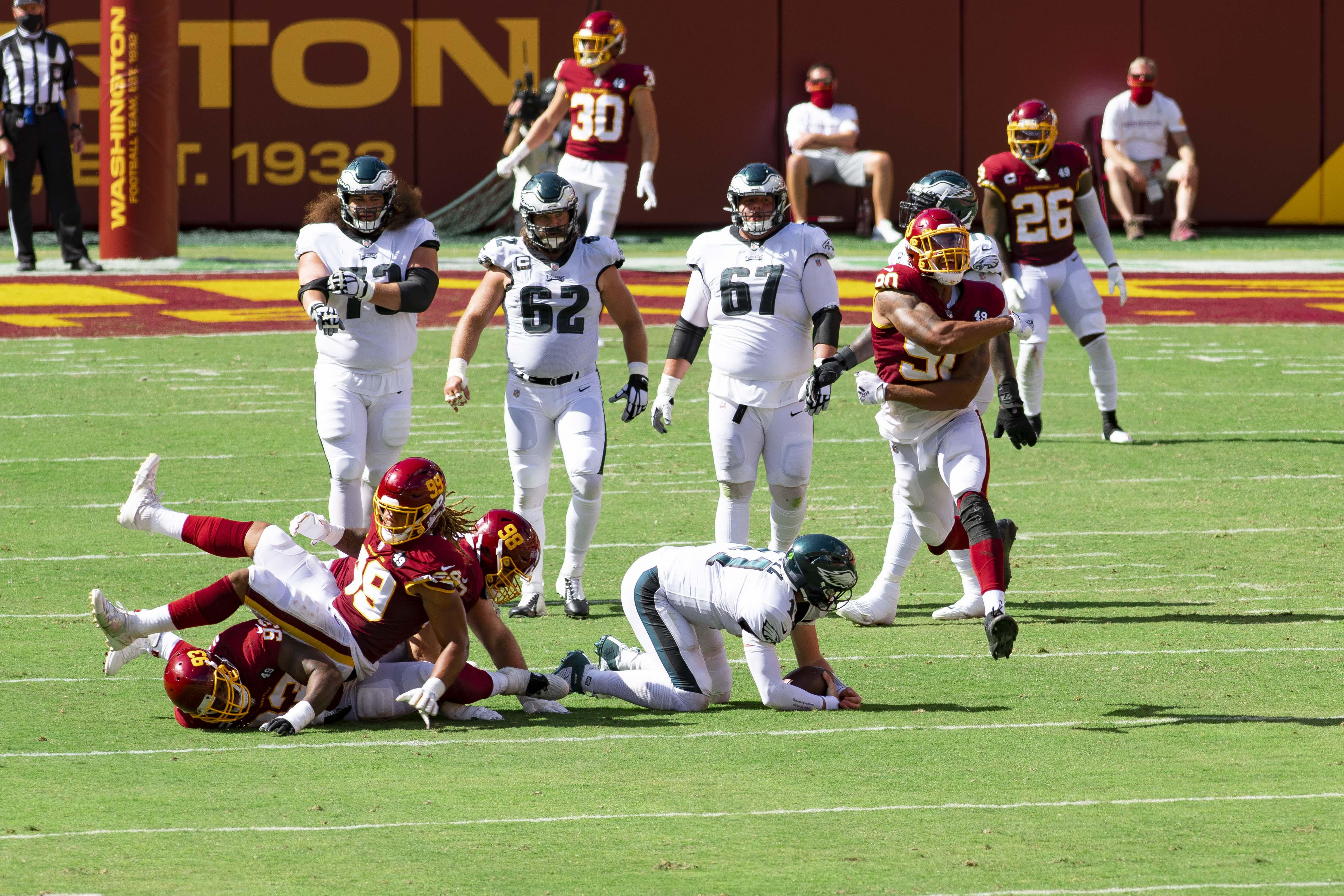
La partita contro Washington del primo turno

## Scelte nel Draft 2020
| Scelte degli Eagles nel Draft 2020 |        |                     |       |               |
| Giro                               | Scelta | Giocatore           | Ruolo | College       |
| 1                                  | 21     | Jalen Reagor        | WR    | TCU           |
| 2                                  | 53     | Jalen Hurts         | QB    | Oklahoma      |
| 3                                  | 103    | Davion Taylor       | LB    | Colorado      |
| 4                                  | 127    | K'Von Wallace       | S     | Clemson       |
| 4                                  | 145    | Jack Driscoll       | OG    | Auburn        |
| 5                                  | 168    | John Hightower      | WR    | Boise State   |
| 6                                  | 196    | Shaun Bradley       | ILB   | Temple        |
| 6                                  | 200    | Quez Watkins        | WR    | Southern Miss |
| 6                                  | 210    | Prince Tega Wanogho | OT    | Auburn        |
| 7                                  | 233    | Casey Toohill       | LB    | Stanford      |

## Staff
| Staff dei Philadelphia Eagles nel 2020 |
| --- |
| Organi dirigenziali - Chairman/CEO – Jeffrey Lurie - Presidente – Don Smolenski - General manager/vice presidente esecutivo – Howie Roseman - Vice presidente delle operazioni del football – Jon Ferrari - Vice presidente delle operazioni del football e strategia – Alec Halaby - Vice presidente dell'amministrazione del football – Jake Rosenberg - Direttore dell'amministrazione del football – Bryce Johnston - Vice presidente del personale dei giocatori – Andy Weidl - Direttore del personale dei giocatori/assistente difesa senior – Jeremiah Washburn - Senior football advisor – Tom Donahoe - Direttore degli osservatori del college senior – Anthony Patch - Direttore degli osservatori professionisti – Brandon Brown - Assistente al dir. del personale dei giocatori – Ian Cunningham - Assistente del dir. degli osservatori del college – Alan Wolking - Assistente del dir. degli osservatori professionisti – Max Gruder - Direttore dello sviluppo della squadra – Joe Pannunzio - Assistente speciale al general manager – Connor Barwin - Consulente personale – Brent Celek - Consulente personale – Darren Sproles Capo allenatore - Capo-allenatore – Doug Pederson - Vice capo-allenatore/Running Back – Duce Staley Altri allenatori - Direttore della medicina sportiva – Tom Hunkele - Direttore delle prestazioni dei giocatori – Ted Rath - Direttore della science performance – James Hanisch - Preparatore atletico – Josh Hingst - Assistente p.a. – Keith Gray - Assistente p.a. – Patrick McDowell - Nutrizionista/assistente p.a. – Mike Minnis - Assistente p.a. – Ben Wagner Allenatori dell'attacco - Coordinatore gioco sui passaggi/quarterback – Press Taylor - Assistente gioco sulle corse/assistente running back – T.J. Paganetti - Wide receiver – Aaron Moorehead - Assistente wide receiver – Matthew Harper - Tight end – Justin Peelle - Assistente tight end – Mike Bartrum - Coordinatore gioco sulle corse/offensive line – Jeff Stoutland - Assistente offensive line – Roy Istvan - Assistente senior – Rich Scangarello - Analista gioco sui passaggi – Andrew Breiner - Consulente senior – Marty Mornhinweg Allenatori della difesa - Coordinatore difensivo – Jim Schwartz - Assistente c. dif. – Dino Vasso - Coordinatore gioco sulle corse/defensive line – Matt Burke - Assistente defensive line – Nathan Ollie - Linebacker – Ken Flajole - Assistente linebacker/game management – Ryan Paganetti - Defensive back – Marquand Manuel - Safety – Tim Hauck Allenatori dello special team - Coordinatore dello Special team – Dave Fipp - Assistente dello Special team – Luke Thompson |

## Roster
| Roster dei Philadelphia Eagles nel 2020 |
| --- |
| Quarterback - 2 Jalen Hurts - 7 Nate Sudfeld - 11 Carson Wentz Running Back - 30 Corey Clement - 32 Jason Huntley - 26 Miles Sanders - 35 Boston Scott Wide Receiver - 19 JJ Arcega-Whiteside - 82 John Hightower - 10 DeSean Jackson - 17 Alshon Jeffery - 18 Jalen Reagor - 84 Greg Ward Tight End - 86 Zach Ertz - 88 Dallas Goedert - 85 Richard Rodgers II Offensive Linemen - 63 Jack Driscoll G - 67 Nate Herbig G - 65 Lane Johnson T - 62 Jason Kelce C - 68 Jordan Mailata T - 71 Jason Peters T - 69 Matt Pryor G - 73 Isaac Seumalo G Defensive Linemen - 58 Genard Avery DE - 96 Derek Barnett DE - 91 Fletcher Cox DT - 75 Vinny Curry DE - 55 Brandon Graham DE - 93 Javon Hargrave DT - 97 Malik Jackson DT - 98 Hassan Ridgeway DT - 94 Josh Sweat DE - 56 Casey Toohill DE Linebacker - 54 Shaun Bradley MLB - 57 T.J. Edwards MLB - 47 Nathan Gerry OLB - 50 Duke Riley MLB - 49 Alex Singleton MLB - 52 Davion Taylor OLB Defensive Back - 22 Marcus Epps S - 36 Rudy Ford SS - 39 Craig James CB - 34 Cre'Von LeBlanc CB - 29 Avonte Maddox CB - 23 Rodney McLeod FS - 21 Jalen Mills SS - 31 Nickell Robey-Coleman CB - 24 Darius Slay CB - 42 K'Von Wallace S Special Team - 4 Jake Elliott K - 1 Cameron Johnston P - 45 Rick Lovato LS Lista delle riserve - 79 Brandon Brooks G (PUP) - 77 Andre Dillard T (IR) - 13 Marquise Goodwin WR (Opt-out) - 74 Daeshon Hall DE (PUP) - 28 Will Parks S (IR) - 81 Joshua Perkins TE (IR) - 80 Quez Watkins WR (IR) Squadra di allenamento - 37 Grayland Arnold S - 16 Deontay Burnett WR - 13 Travis Fulgham WR - 33 Elijah Holyfield RB - 74 Luke Juriga C - 46 Adrian Killins RB - 64 Matt Leo DE - 14 Josh McCown QB - 76 T.Y. McGill DT - 78 Sua Opeta G - 95 Joe Ostman DE - 48 Elijah Riley DB - 72 Prince Tega Wanogho T - 38 Michael Warren II RB - 61 Raequan Williams DT - 41 Trevor Williams CB - 83 Caleb Wilson TE 53 attivi, 7 inattivi, 15 nella squadra di allenamento |
| Legenda - I rookie sono in corsivo. - Il primo ruolo è il principale mentre gli eventuali successivi indicano i ruoli secondari. - (IR) sta per Injured Reserve ed indica la lista ristretta per un solo giocatore infortunato che può tornare ad allenarsi dopo la settimana 6 e a rientrare in prima squadra dopo che questa ha giocato 8 partite. - (NF-Inj.) / (NF-Ill.) stanno rispettivamente per Non-Football Injured e Non-Football Illness ed indicano le liste dove viene inserito un giocatore che ha un infortunio o una malattia non dipendente dal football americano. - (PUP) sta per Physically Unable to Perform ed indica la lista dove viene inserito un giocatore mentre è in attesa di recuperare la condizione fisica. Nella stagione regolare dopo la sesta partita giocata dalla propria squadra, il giocatore ha tempo tre settimane per riprendere ad allenarsi, più tre settimane aggiuntive dal suo rientro agli allenamenti per rientrare in prima squadra. |

## Calendario

### Pre-stagione
Il calendario della fase pre-stagionale è stato annunciato il 7 maggio 2020. Tuttavia, il 27 luglio 2020, il commissioner della NFL Roger Goodell ha annunciato la cancellazione totale della pre-stagione, a causa della pandemia di Covid-19.

### Stagione regolare
| Stagione regolare |                    |                             |                    |                    |                         |                    |
| Turno             | Data               | Avversario                  | Risultato          | Record             | Stadio                  | Sintesi            |
| 1                 | 13 settembre       | at Washington Football Team | S 17–27            | 0–1                | FedExField              | Recap              |
| 2                 | 20 settembre       | Los Angeles Rams            | S 19–37            | 0–2                | Lincoln Financial Field | Recap              |
| 3                 | 27 settembre       | Cincinnati Bengals          | P 23–23 (dts)      | 0–2–1              | Lincoln Financial Field | Recap              |
| 4                 | 4 ottobre          | at San Francisco 49ers      | V 25–20            | 1–2–1              | Levi's Stadium          | Recap              |
| 5                 | 11 ottobre         | at Pittsburgh Steelers      | S 29–38            | 1–3–1              | Heinz Field             | Recap              |
| 6                 | 18 ottobre         | Baltimore Ravens            | S 28–30            | 1–4–1              | Lincoln Financial Field | Recap              |
| 7                 | 22 ottobre         | New York Giants             | V 22–21            | 2–4–1              | Lincoln Financial Field | Recap              |
| 8                 | 1 novembre         | Dallas Cowboys              | V 23–9             | 3–4–1              | Lincoln Financial Field | Recap              |
| 9                 | Settimana di pausa | Settimana di pausa          | Settimana di pausa | Settimana di pausa | Settimana di pausa      | Settimana di pausa |
| 10                | 15 novembre        | at New York Giants          | S 17–27            | 3–5–1              | MetLife Stadium         | Recap              |
| 11                | 22 novembre        | at Cleveland Browns         | S 17–22            | 3–6–1              | FirstEnergy Stadium     | Recap              |
| 12                | 30 novembre        | Seattle Seahawks            | S 17–23            | 3–7–1              | Lincoln Financial Field | Recap              |
| 13                | 6 dicembre         | at Green Bay Packers        | S 16–30            | 3–8–1              | Lambeau Field           | Recap              |
| 14                | 13 dicembre        | New Orleans Saints          | V 24–21            | 4–8–1              | Lincoln Financial Field | Recap              |
| 15                | 20 dicembre        | at Arizona Cardinals        | S 26–33            | 4–9–1              | State Farm Stadium      | Recap              |
| 16                | 27 dicembre        | at Dallas Cowboys           | S 17–37            | 4–10–1             | AT&T Stadium            | Recap              |
| 17                | 3 gennaio          | Washington Football Team    | S 14–20            | 4–11–1             | Lincoln Financial Field | Recap              |

Note: gli avversari della propria division sono in grassetto.